# Хосе Антоніо Агірре
Хосе Антоніо Агірре (ісп. Jose Antonio Agirre Lekube; 6 березня 1904, Більбао — 22 березня 1960, Париж) — іспанський політик, діяч баскського націоналізму, перший президент (леендакарі) автономного співтовариства Країна Басків з 1936 до 1960 року.
Крім того, був футболістом футбольного клубу басків «Атлетік Більбао».